# 1084 (szám)
Az 1084 (római számmal: MLXXXIV) az 1083 és 1085 között található természetes szám.

## A szám a matematikában
A tízes számrendszerbeli 1084-es a kettes számrendszerben 10000111100, a nyolcas számrendszerben 2074, a tizenhatos számrendszerben 43C alakban írható fel.
Az 1084 páros szám, összetett szám. Kanonikus alakja 22 · 2711, normálalakban az 1,084 · 103 szorzattal írható fel. Hat osztója van a természetes számok halmazán, ezek növekvő sorrendben: 1, 2, 4, 271, 542 és 1084.
Az 1084 egyetlen szám valódiosztó-összegeként áll elő, ez az 1436.

## Csillagászat
- 1084 Tamariwa kisbolygó